# (1393) Sofala
(1393) Sofala – planetoida z pasa głównego asteroid okrążająca Słońce w ciągu 3 lat i 292 dni w średniej odległości 2,43 au. Została odkryta 25 maja 1936 roku w Union Observatory w Johannesburgu przez Cyrila Jacksona. Nazwa planetoidy pochodzi od Sofali, prowincji w Mozambiku. Przed nadaniem nazwy planetoida nosiła oznaczenie tymczasowe (1393) 1936 KD.